# Kütahya
Kütahya (grec: Κουταχια) est la ville capitale de la province turque de même nom, qui compte environ 720 000 habitants. Dans l'Antiquité, la ville était la cité grecque de Cotyaion, en latin Cotyaeum, en Phrygie.

Kütahya possède des sources thermales du mont Gediz Murad (Gediz Murat Dağı), Simavi Eynal, Naşa et Emet Kaynarca.
Kütahya a été la capitale des princes de Germiyan. La ville est aussi connue pour ses céramiques.

## Histoire
Dans l'Antiquité, le site est celui de la ville phrygienne de Cotyaion ou Cotyaeum. Elle devient, avec le christianisme, le siège d'un évêché. Au VIe siècle, l'empereur Justinien fortifie la ville et établit une citadelle.
En 1182, la ville est assiégée et prise par les Seldjoukides du sultanat de Roum.
C'est dans cette ville qu'est signée, le 4 mai 1833, la Convention qui  met fin à la Première Guerre égypto-ottomane.
En 1848, le voyageur historien Baptistin Poujoulat écrit dans Récits et souvenirs d'un voyage en Orient que la ville compte 70 000 Turcs, 2 000 Arméniens et 1 500 Grecs, et que les habitants récoltent des grains, du tabac, et surtout de l'opium. Il ajoute que « [l]a cité compte six établissements de bains, quatre caravansérails, et trente mosquées qui n'ont rien de remarquable comme œuvre d’architecture. Les chrétiens ont trois églises. Les bazars de Kutayeh sont bien fournis. Les maisons sont construites en terre ou en bois ; les rues sont, comme dans presque toutes les villes turques, sales, étroites, tortueuses et mal pavées. »

## Monuments
- Mosquées
- Musées
- Citadelle
- Vestiges antiques

## Jumelages
- Bavly (Russie, Tatarstan)
- Pécs (Hongrie)
- Anqing (Chine)
- Danniyeh (Liban)

## Personnalités liées à la ville
- Alexandre de Cotyaion, grammairien du IIe siècle, précepteur de Marc Aurèle et Lucius Verus.
- Evliya Çelebi (1611-1682), voyageur et écrivain ottoman.
- Komitas (1869-1935), prêtre et ethnomusicologue arménien, né à Kütahya.
- Alain Altinoglu (1975-), chef d'orchestre français dont la famille est originaire de la ville.
- David Ohannessian (1884–1953), entreprise de céramique en 1907, puis céramique arménienne à Jérusalem (en)